# Junior Viza
Junior Viza Seminario (Lima, Provincia de Lima, Perú, 3 de abril de 1985) es un futbolista peruano. Juega como mediocentro ofensivo y su equipo actual es Alianza Universidad de la Liga 2 de Perú.

## Trayectoria
Comenzó su carrera en las divisiones menores de la Academia Deportiva Cantolao. En el 2003 debutó en Primera División con Alianza Lima, que en ese entonces era dirigido por el argentino Gustavo Costas. Tras varias temporadas en el plantel blanquiazul, en el 2008, luego de un gran año como lo fue el 2007 tanto en le deportivo como en lo personal (nacimiento de su primogénito), fue contratado por el Beitar Jerusalén.
El 20 de diciembre de 2010 se desvinculó del Hapoel Petah-Tikvah de Israel y siete días después firmó contrato con Alianza Lima por dos temporadas. A finales del 2012 fichó por el Juan Aurich por todo el 2013.
En el 2017 jugó por la Universidad César Vallejo, club que hizo una gran campaña y fue subcampeón de la Segunda División del Perú. En el partido final perdió 4-2 en la tanda de penales contra Sport Boys, que se coronó campeón.

## Selección nacional
Comenzó en la selección Sub-20, con la que disputó el Campeonato Sudamericano Sub-20 de 2005, donde no le fue bien al Perú. Al año siguiente jugó dos encuentros con la selección absoluta.

## Clubes
| Club                      | País   | Año         | PJ  | GF | A |
| ------------------------- | ------ | ----------- | --- | -- | - |
| Alianza Lima              | Perú   | 2002 - 2007 | 148 | 22 | ? |
| Beitar Jerusalén          | Israel | 2008        | 14  | 0  | ? |
| Hapoel Petah-Tikvah       | Israel | 2008 - 2009 | 29  | 3  | ? |
| Beitar Jerusalén          | Israel | 2009 - 2010 | 19  | 0  | ? |
| Hapoel Petah-Tikvah       | Israel | 2010        | 14  | 0  | ? |
| Alianza Lima              | Perú   | 2011 - 2012 | 54  | 4  | 2 |
| Juan Aurich               | Perú   | 2013 - 2014 | 68  | 12 | 7 |
| Universidad César Vallejo | Perú   | 2015 - 2017 | 63  | 11 | 5 |
| Cienciano                 | Perú   | 2018        | 27  | 6  | 4 |
| Unión Huaral              | Perú   | 2019        | 20  | 8  | 3 |
| Deportivo Llacuabamba     | Perú   | 2020        | 14  | 0  | 0 |
| Santos F.C.               | Perú   | 2021        | 16  | 0  | 0 |
| Alianza Universidad       | Perú   | 2022        | 0   | 0  |   |
| Universidad San Martín    | Perú   | 2023        | 0   | 0  |   |
| Alianza Universidad       | Perú   | 2024 -      |     |    |   |

## Palmarés
| Título                    | Club                      | País   | Año  |
| ------------------------- | ------------------------- | ------ | ---- |
| Torneo Clausura           | Alianza Lima              | Perú   | 2003 |
| Primera División del Perú | Alianza Lima              | Perú   | 2003 |
| Torneo Apertura           | Alianza Lima              | Perú   | 2004 |
| Primera División del Perú | Alianza Lima              | Perú   | 2004 |
| Torneo Apertura           | Alianza Lima              | Perú   | 2006 |
| Primera División del Perú | Alianza Lima              | Perú   | 2006 |
| Ligat ha'Al               | Beitar Jerusalén          | Israel | 2008 |
| Copa de Israel            | Beitar Jerusalén          | Israel | 2008 |
| Copa Toto Al              | Beitar Jerusalén          | Israel | 2010 |
| Torneo Apertura           | Juan Aurich               | Perú   | 2014 |
| Torneo del Inca           | Universidad César Vallejo | Perú   | 2015 |
| Segunda División del Perú | Alianza Universidad       | Perú   | 2024 |

### Distinciones individuales
| Distinción                                                                      | Año  |
| ------------------------------------------------------------------------------- | ---- |
| Preseleccionado como mediocampista en el mejor once de la Liga 2 según la SAFAP | 2019 |
| Equipo ideal de la Liga 2 según el portal periodístico Dechalaca.com            | 2019 |